# Línea C4 (Transportes de Murcia)
La línea C4 de Transportes de Murcia es una línea circular que une la Plaza Circular, las estaciones de bus y tren, la Ciudad de la Justicia y la avenida de Primero de Mayo en sentido antihorario. El sentido contrario lo proporciona la línea C3.
Se trata de una variante de la línea C2, y solo presta servicio de lunes a viernes por la mañana.

## Horario
|                    | Laborables invierno | Laborables verano | Sábados      | Domingos y festivos |
| ------------------ | ------------------- | ----------------- | ------------ | ------------------- |
| Primera expedición | 7:20                | 7:20              | sin servicio | sin servicio        |
| Frecuencia         | 13 min              | 17 min            | sin servicio | sin servicio        |
| Última expedición  | 15:14               | 15:22             | sin servicio | sin servicio        |

## Recorrido y paradas
| N.º  | Parada                                 | Conexión          | Notas |
| ---- | -------------------------------------- | ----------------- | ----- |
| 9030 | Plaza Circular, 14                     | C2 C5 R14 R20 R80 |       |
| 9057 | Cárcel Vieja                           | C2                |       |
| 9032 | Primo de Rivera, 12                    | C2                |       |
| 9033 | Ronda Norte, 4                         | C2                |       |
| 9034 | Ronda Norte, 16                        | C2                |       |
| 9035 | Renault                                | C2                |       |
| 9036 | San Antón, 29                          | C2 R12            |       |
| 9165 | Jardín de la Seda                      | C2 R12            |       |
| 9037 | San Andrés (Farmacia)                  | C2 R12            |       |
| 9038 | Juan de la Cierva, 6                   | C2 R12            |       |
| 9164 | Malecón                                | C2 R12            |       |
| 9039 | Plaza Camachos                         | C2 C5 R17         |       |
| 9040 | Alameda de Colón, 11                   | C2 C5 R17         |       |
| 9041 | Espinosa (par)                         | C2 C5 R17         |       |
| 9256 | Floridablanca, 54                      | C2 C5 R17         |       |
| 9042 | Avda. Perea                            | C2 C5 R17         |       |
| 9043 | Estación Ferrocarril (impar)           | C2 C5 R17         |       |
| 9044 | Pintor Pedro Flores, 8                 | C2 R17            |       |
| 9045 | Pintor Pedro Flores, 32                | C2 R17            |       |
| 9012 | Pintor Almela Costa (par)              | C2 R17 R80        |       |
| 9179 | Centro Salud Infante (frente)          |                   |       |
| 9180 | Esquina Centro Social Infante (frente) |                   |       |
| 9169 | Esquina Ciudad de la Justicia          | C2 C3             |       |
| 9176 | Ciudad de la Justicia I                | C3                |       |
| 9050 | Carrefour Infante                      | C2                |       |
| 9051 | Auditorio Víctor Villegas              | C2                |       |
| 9052 | Avda. Primero de Mayo, 13              | C2                |       |
| 9053 | Hotel Nelva                            | C2                |       |
| 9054 | Gasolinera Atalayas                    | C2                |       |
| 9110 | Bloques de Ayuso (frente)              | C2 R20            |       |
| 9151 | Juan XXIII                             | C2 R20            |       |
| 9056 | Ronda de Levante, 5                    | C2 R20            |       |
| 9153 | Plaza Circular, 14 (V)                 | C2 C5 R14 R20 R80 |       |

- Datos: Q56641406